# Abessalom und Eteri
Abessalom und Eteri (georgisch აბესალომ და ეთერი Abessalom da Eteri) ist eine georgische Oper, die zwischen 1909 und 1918 von Sakaria Paliaschwili komponiert wurde. Die Premiere fand am 21. Februar 1919 im Georgischen Nationaltheater in Tiflis statt. Ein Motiv der Komposition wurde auch in die Nationalhymne Georgiens eingearbeitet.

## Entstehung
Paliaschwili studierte von 1900 bis 1903 als Stipendiat am Moskauer Konservatorium bei Sergei Tanejew. Zusammen mit seinem Lehrer war er bestrebt, den musikalischen Anschluss an den europäischen Westen zu finden und begann 1909, an seiner Oper Abessalom und Eteri zu komponieren. Das Libretto verfasste der Lehrer und Schriftsteller Petre Mirianaschwili (1860–1940) nach dem georgischen Volksmärchen Eteriani. Das Hauptthema wird aus einem gewaltigen Tongedicht um Liebe und Tod gebildet, das sich zur Tragödie steigert. Eine aus sozialer Ungleichheit unerfüllte Liebe führt in Neid verwandelt abschließend zum Unglück und Tod der Hauptfiguren. Paliaschwili verschmolz in der Oper nationale georgische Volksweisen gekonnt mit klassischer europäischer Musik und schuf damit die georgische Nationaloper schlechthin.

## Handlung

### Erster Akt
Das Bauernmädchen Eteri, von ihrer bösen Stiefmutter weggelaufen, sitzt ihr Los beklagend im Wald. Sie hört den Gesang der Jäger des königlichen Gefolge aus der Ferne. Prinz Abessalom und sein erster Höfling Murman sind auf der Jagd. Eteri folgt dem Klang des Gesanges und trifft zuerst auf Murman. Erschrocken durch diese plötzliche Begegnung läuft sie in die andere Richtung davon und fällt direkt in die Hände des Prinzen. Abessalom verliebt sich sofort in die Anmut und Schönheit des Mädchens, und beide verpflichten sich einer gemeinsamen Zukunft. Doch auch der Höfling Murman ist entflammt vom Bauernmädchen und wagt es nicht, seine Gefühle zu Eteri kundzutun. Er zieht sich vorerst zurück. Im zweiten Bild teilt Eteri ihrer Stiefmutter ihre Liebe zum Prinzen mit und verlässt ihre Heimat. Der auflodernde Neid auf die höhere Stellung des Prinzen, die seine eigene Liebe sinnlos macht, gebiert in Murman den geheimen Wunsch, Eteri mit allen Mitteln wieder von Abessalom zu trennen. Die Rückkehr der Jagdgesellschaft zum Schloss beschließt den ersten Akt.

### Zweiter Akt
Die schnell angesetzte Hochzeit des Prinzen Abessalom mit Eteri wird am Schloss zelebriert. Nach der Prozession und dem pompösen Chorauftritt des Hofes segnet König Abio mit einer gewaltigen Arie die Liebe. Ein feierlicher Chor des ganzen Hofstaats untermauert die Szene. Abessalom und Eteri schwören sich ewige Liebe und Treue.
Tandaruch, der Feldherr des Königs, wird bestimmt, mit den Trinksprüchen zu beginnen. Er beschwört Eteri, sich vor den Intrigen Murmans zu hüten. Abessalom lädt den sich verspätenden Murman zur Tafel ein. Seine Schwester Marichi besingt die Braut und deren Schönheit. Murman hat sein Dasein den dunklen Mächten verkauft. Er präsentiert sein Hochzeitsgeschenk in einer kostbaren Kassette: eine alte assyrische Halskette, welche jedem Träger den Tod bringt. Eteri nimmt die Kette an sich. Sofort wird das Unheil eingeleitet: sie beginnt sich unwohl zu fühlen und muss die Feier verlassen. Trotz des Unglücks versucht König Abio, die Gäste weiter zu unterhalten und befiehlt Marichi, die Zeremonie durch ihren Gesang fortzuführen. Der Akt endet mit Tanz und Gesang des Hofstaats.

### Dritter Akt
Großes Unglück bricht im Palast aus – Eteri wird von einer unheilbaren Krankheit befangen, kein Arzt findet die Ursache des Leides. Ihre Tage scheinen gezählt, sie kränkelt stark, wird totenblass und scheint gegenüber den Prinzen bereits gefühllos. Abessalom verfällt in Verzweiflung über sein kurzes Glück. Der gesamte Staat trauert über die Entwicklung. Die Königin Natela rät ihrem Sohn, Eteri nicht am Hofe zu belassen und sie gehen zu lassen – vielleicht bringen ihr die Umgebung ihrer alten Heimat und die dortige Bergluft die Gesundheit zurück. Abessalom willigt ein, Eteri ziehen zu lassen. Murman hat sein Ziel erreicht – er holt Eteri nach kurzer Zeit zu sich selbst.

### Vierter Akt
Im Turm von Murmans Palast wird Eteri wider Erwarten schnell gesund und bemerkt die hohe Fürsorge, welche ihr Murman darbringt. Sie fühlt sich aber in der Hand eines Fremden und zweifelt insgeheim an der Liebe Abessaloms. Murmans Mutter Naana und die Schwestern schätzen Eterni in jeder Hinsicht. Prinz Abessalom erfährt davon und war derweilen nicht in der Lage, seine Trennung von Eteri zu bewältigen. Aus Folge seiner unerfüllten Liebe bereits selbst geschwächt, wünscht er Eteri zu besuchen. Um dabei Murman loszuwerden, schickt er ihn nach Veziri, um dort für ihn das Wasser der Unsterblichkeit zu besorgen, das er zur Erlangung seiner Kräfte benötigt. Murman stimmt dem Ansuchen widerwillig zu. Königin Natela fleht Eteri an, Abessalom zu empfangen, in der Hoffnung, dass sich der kranke Sohn besser fühlen wird. Eteri weigert sich, weil sie wütend ist, dass sie in ihrem Leiden allein gelassen wurde und weist beide ab. Die Überredungskunst der ebenfalls anwesenden Marichi überzeugt sie schließlich, Abessalom doch wieder zu treffen. Der durch Fieber sehr geschwächte Prinz erkennt Eteri und bittet sie, in den Schutz Murmans zurückzukehren. Er stirbt in ihren Armen. In einem Anfall von Schuld und Trauer tötet sich Eteri mit einem goldenen Messer, das ihr der Prinz zu Beginn ihrer Liebe als Präsent überreicht hatte. Murman kehrt später an den Ort der Bestattung zurück und lässt sich dort lebendig von Dienern eingraben. Nach einem Jahr wachsen aus den Gräbern zwei in sich verschlungene Rosen, zwischen denen ein Veilchen erblüht.

## Instrumentation
Die Orchesterbesetzung der Oper enthält die folgenden Instrumente:
- Holzbläser: Piccoloflöte, zwei Flöten, zwei Oboen, Englischhorn, zwei Klarinetten, zwei Fagotte
- Blechbläser: vier Hörner, drei Trompeten, drei Posaunen, Tuba
- Pauken, Schlagzeug: Becken, Triangel, Tamburin, Tamtam, Große Trommel, Glockenspiel, Diplipito, Doli, Daira
- Harfe, zwei Mandolinen
- Streicher